# Chantemerle-les-Blés
Chantemerle-les-Blés är en kommun i departementet Drôme i regionen Auvergne-Rhône-Alpes i sydöstra Frankrike. Kommunen ligger i kantonen Tain-l'Hermitage som tillhör arrondissementet Valence. År 2022 hade Chantemerle-les-Blés 1 342 invånare.

## Befolkningsutveckling
Antalet invånare i kommunen Chantemerle-les-Blés
Referens:INSEE